# Lexton Moy
Lexton de la Cruz Moy (New York, 24 gennaio 1985) è un ex calciatore filippino di origine cinese, di ruolo centrocampista.